# 楫野弘和
楫野 弘和（かじの ひろかず、1955年〈昭和30年〉6月19日 - ）は、日本の政治家。島根県大田市長（2期）。

## 来歴
島根県大田市静間町出身。1978年（昭和53年）3月、鳥取大学工学部卒業。同年4月、島根県庁に入庁。西部県民センター所長、地域振興部長、総務部長などを歴任。2015年（平成27年）3月、島根県庁を退職。同年6月、公益財団法人しまね産業振興財団副理事長に就任。
2017年（平成29年）6月19日、任期満了に伴う大田市長選挙に出馬する意向を表明。7月12日、現職の竹腰創一が「保守分裂を避ける」として4選出馬辞退を表明したことから、10月の市長選は無投票となり楫野が初当選を果たした。10月30日、市長就任。
2021年、無投票で再選。